# Шестаков, Лев Львович
Лев Льво́вич Шестако́в (28 декабря 1915, Авдеевка, Екатеринославская губерния — 13 марта 1944, Хмельницкий район, Каменец-Подольская область) — Герой Советского Союза, лётчик-истребитель, командир авиационного полка, полковник. Погиб в воздушном бою.

## Биография
Лев Львович Шестаков родился 28 декабря 1915 года в Авдеевке, ныне город в Донецкой области, в семье рабочего.
Окончил 6 классов, фабрично-заводское училище (ФЗУ). Работал слесарем-инструментальщиком в железнодорожном депо станции Авдеевка. Учился в Днепропетровском институте инженеров железнодорожного транспорта. Учась в институте, поступил в Днепропетровский аэроклуб. Член ВКП(б).
В Красной Армии с 1934 года. Окончил военно-авиационную школу пилотов в городе Луганск, это была 11-я Ворошиловградская школа пилотов. С 1935 служил во второй истребительной эскадрилье под Киевом.
Участник Гражданской войны в Испании 1936—1939 годов. В воздушных боях уничтожил 8 самолётов противника лично и более 30 в группе с товарищами (по другим данным 2 — лично, 1 — в паре с Платоном Смоляковым), за что был награждён орденами Ленина и Красного Знамени. По возвращении на родину служил командиром истребительной эскадрильи в Ростове-на Дону.
На фронтах Великой Отечественной войны с июня 1941 года. Командир 69-го истребительного авиационного полка (Отдельная Приморская армия) майор Шестаков при обороне Одессы к сентябрю 1941 лично сбил 3 вражеских самолёта и 8 самолётов в групповом бою. Кроме того, на дооборудованных истребителях «И-16» проводил штурмовку войск противника, сбрасывая на него авиабомбы и обстреливая реактивными снарядами. 21 сентября 1941 года во время штурмовки вражеского аэродрома на земле был уничтожен 21 самолёт противника.
В октябре 1941 участвовал в перевооружении и переформировании 69 ИАП (из состава полка был выделен новый полк — 69 «А» ИАП, позже — 790 ИАП), полк получил самолёты ЛаГГ-3. 07.03.1942 приказом № 70 НКО полк был преобразован в 9-й ГИАП. Под его командованием полк участвовал в боях под Харьковом, отступал с войсками к Сталинграду, участвовал в Сталинградской битве.
В июле 1942 по инициативе командующего 8-й Воздушной Армии Т. Т. Хрюкина в полк прибыло пополнение из наиболее опытных лётчиков-истребителей (в их числе были Лавриненков, Сержантов, Буданова, Литвяк и другие), полк получил новую матчасть (самолёты Як-1 взамен изношенных и потерянных в боях ЛаГГ-3), полку ставятся задачи, связанные с завоеванием превосходства в воздухе.
«Спецполк» под командованием Шестакова сбил около сотни вражеских самолётов и стал одним из самых результативных полков Сталинградской битвы. Сам Шестаков почти ежедневно вылетал на боевые задания, увеличив свой личный счёт до 11 побед.
10 января 1943 года Шестаков вступил в бой с тремя истребителями противника; один он сбил, но сам тоже был подбит, получив при этом ранения в голову и под лопатку.
В конце лета 1943 года Шестаков был назначен заместителем командира 6-й Гвардейской истребительной авиационной дивизии, но долго в этой должности не прослужил, приняв командование 19-м истребительным авиаполком — первой авиационной частью специального назначения, созданной по инициативе командующего ВВС маршала авиации Новикова для ведения «свободной охоты».
В приказе ВВС Красной Армии указывалось, что к январю 1944 года Лев Шестаков совершил более 200 боевых вылетов (из них 65 на штурмовку войск противника), участвовал в 82 воздушных боях, сбил 15 самолётов лично и 11 в составе группы, а с учётом боёв в Испании, совершил около 600 боевых вылетов и на своём счету имел 29 лично и 45 в группе с товарищами сбитых самолётов.

### Последний бой
Шестаков погиб у села Давыдковцы (Хмельницкий район Хмельницкой области) 13 марта 1944 года. В этот день он сбил один Ju-87, а после атаковал второй. По советской версии, Шестаков расстрелял его с близкой дистанции, Юнкерс взорвался и самолёт Шестакова был разрушен воздушной волной. Шестаков покинул самолёт, но его парашют не успел раскрыться. Тело Шестакова было найдено только в мае, когда растаял снег.
Известно, что в Проскурове базировалась SG 77. Потери этой группы за 13 марта — 3 повреждённых Ju 87D-5. У всех трёх причина указана как «технические неполадки». Если опираться на данные группы, то версия о «взорвавшейся штуке» представляется красивой легендой.
Ещё одна версия гибели Шестакова основана на мемуарах немецкого лётчика, пилота Ju-87 «Штука» Ганса-Ульриха Руделя, согласно которым бой произошёл уже в начале лета над излучиной Днестра между Кошницей и Григориополем. При преследовании Юнкерса самолёт Шестакова мог потерять устойчивость из-за снижения скорости полёта ниже скорости сваливания (благодаря специальной конструкции крыла, Ju-87 мог лететь с меньшей скоростью, чем истребитель). Рудель вспоминает о схватке с опытным советским истребителем:

Был ли он сбит Гадерманном (стрелок Руделя), или упал из-за попадания в турбулентность от моего винта во время наших коротких разворотов? Неважно. Мои наушники внезапно разразились смущенными криками русского радио; русские наблюдали произошедшее и, видимо, случилось что-то особенное… Из русских радиосообщений мы обнаружили, что это был очень известный советский пилот-истребитель, неоднократно представлявшийся к званию Героя Советского Союза. Я должен отдать ему должное — он был хорошим пилотом
Оригинальный текст (англ.)Was he shot down by Gadermann, or did he go down because of the backwash from my engine during these tight turns? It doesn’t matter. My headphones suddenly exploded in confused screams from the Russian radio; the Russians have observed what happened and something special seems to have happened… From the Russian radio-messages, we discover that this was a very famous Soviet fighter pilot, more than once appointed as Hero of the Soviet Union. I should give him a credit: he was a good pilot
На сегодняшний день нет точных данных относительно истинности ни одной из представленных версий.

## Награды
- Звание Героя Советского Союза присвоено 10 февраля 1942 года.
- 2 ордена Ленина.
- 2 ордена Красного Знамени.
- Орден Отечественной войны 1 степени.

## Память
- Похоронен в братской могиле у Вечного огня в городе Хмельницком.
- Навечно зачислен в списки воинской части.
- На месте гибели Героя установлен обелиск.
- Его именем названы колхоз и школа в селе Давыдковцы, улица в городе Авдеевка.
- В честь Героя названа улица в Одессе.
- В селе Пятницкое Курской области России установлена памятная табличка на доме двоюродного брата, Шестакова Николая Петровича.